# شونن سيريوس الشهرية
شونن سيريوس الشهرية ( (月刊少年シリウス Gekkan Shōnen Shiriusu) هي مجلة شونين يابانية نشرتها كودانشا، وأصدرتْ لأول مرّة في مايو 2005. فهو إصدار محصور في صيغة B5 وتباع بالانفراد ب 580 ين. مثلُ كلّ مجلاّت المانغا الشونن الشهريّة، شونن سيريوس الشهرية موجهّة نحو المراهقين في عشريناتهم من سنة 16 إلى 21.

## العمل الحالي لشونن سيريوس الشهرية
| العنوان                                      | الكاتب / الفنان                                    | لاول مرة     |
| -------------------------------------------- | -------------------------------------------------- | ------------ |
| Boku no Ushiro ni Majo ga Iru                | يامادا هيتسوجي                                     | 2008         |
| Clockwork Planet                             | يوو كاميا، تسوباكي هيمانا (قصة) و كورو (الفن)      | 2013         |
| Cells at Work!                               | اكاني شيميزو                                       | مارس 2015    |
| Kuroha to Nijisuke                           | Ryohgo Narita (قصة) ، نازونا شيرايومي (الفن)       | 2016         |
| Mako-chan no Lip Creamأودامل                 | ناميه                                              | 2007         |
| Ningyou no Kuni                              | نايهيي تسوتومو                                     | 2017         |
| هجوم العمالقة: قبل السقوط                    | سوزوكازي ريو (قصة) & ساتوشي شيكي (الفن)            | 2013         |
| Shoukoku no Altair Gaiden: Toukoku no Subaru | كوباياشي هيروكازو (قصة) &كاتو تشيكا (فن)           | 2016         |
| Tensei shitara Slime Datta Ken               | كوباياشي هيروكازو (قصة) & كاتو تشيكا (الفن)        | 2016         |
| Youkai Apato no Yuuga na Nichijou            | الصمامات (قصة) & تايكي كواكامي (الفن)              | 26 مارس 2015 |
| Youkai Apato no Yuuga na Nichijou            | كودوكي هينوا (قصة) & مياما واكا (الفن)             | 2007         |
| Yozakura Quartet                             | سوزوهيتو ياسودا                                    | يناير 2006   |
| Soukyuu no Fafner: Dead Aggressor            | قارب ذو ثلاث صواري (قصة) و تومومي ماتسوشيتا (الفن) | 2014         |

## وصلات خارجية
- شونن سيريوس الشهرية (باليابانية)